# Plaatsingssysteem
Een plaatsingssysteem is een ordeningssysteem dat men hanteert om materialen in een bibliotheek te plaatsen. Men onderscheidt systematische plaatsingssystemen (openbare bibliotheek) en mechanische (wetenschappelijke en speciale bibliotheek).

## In openbare bibliotheken (systematische plaatsingssystemen)
1. De traditionele bibliotheek
  1. SISO
2. De 'gebruiksvriendelijke' bibliotheek
  1. ZIZO
  2. PIM-systeem
  3. vereenvoudigd SISO
  4. themaplaatsing
  5. geïntegreerde plaatsing

## In wetenschappelijke en speciale bibliotheken (mechanische plaatsingssystemen)
1. aanwinstplaatsing (Men plaatst de boeken in de rekken naargelang ze aangekocht of verworven worden. Het aanwinstregister is de standcatalogus en het aanwinstnummer het boekmerk of de signatuur.)
2. formaatplaatsing (Men plaatst de boeken in de rekken naargelang het formaat. De grote boeken bij elkaar en de kleine boeken bij elkaar. Dit werkt zeer plaatsbesparend.)
3. aanwinst-/formaatplaatsing (Een combinatie van beide voorgaande systemen. De aangeschafte materialen worden op formaat in enkele groepen verdeeld. Vervolgens wordt binnen elke groep aanwinstplaatsing gebruikt.)
4. magazijnplaatsing (Dit is een ver doorgedreven formaatplaatsing, afgerond tot op de centimeter.)
5. compacte plaatsing (Dit geschiedt met behulp van een systeem van verrijdbare kasten. Compacte plaatsing vergt weinig magazijnruimte maar is vloerbelastend (1000 kg per kubieke centimeter).)

## PIM-systeem
Het PIM-systeem is een plaatsingssysteem voor jeugd- en volwassenafdelingen van openbare bibliotheken. De bedoeling is dat men zonder catalogus of bibliothecaris kan vinden wat men zoekt. Men plaatst verschillende aspecten van bepaalde onderwerpen bij elkaar. Er worden 8 hoofdcategorieën onderscheiden door middel van kleuretiketten.